# Runddysse im Tvede Skov
Der Runddysse im Tvede Skov (auch Tvedeskov genannt) ist ein Dolmen östlich von Bjerreby im Süden der Insel Tåsinge in der Region Syddanmark in Dänemark. Der Dolmen stammt aus der Jungsteinzeit etwa 3500–2800 v. Chr. und ist eine Megalithanlage der Trichterbecherkultur (TBK).
Der etwa 1,1 m hohe leicht ovale Hügel des Runddysse misst etwa 16,0 × 15,0 m. Eine Randsteinkette von etwa 10,0 m Durchmesser aus 12 Steinen ist erkennbar. In der Mitte des Hügels liegt die Vertiefung der Kammer eines Dolmens, von dem noch zwei eckige Steine erhalten sind.
In der Nähe liegt der Runddysse im Lunkeris Skov.